# 大佩列德里米希
50°1′6″N 24°5′39″E / 50.01833°N 24.09417°E
大佩列德里米希（烏克蘭語：Великі Передримихи），是烏克蘭西部的村莊，隸屬利維夫州的利維夫區。該村始建於1386年，面積0.98平方公里，2001年人口239，人口密度每平方公里243.88人。